# Ngày đoàn kết Kashmir
Ngày đoàn kết Kashmir (tiếng Urdu: یوم یکجہتی کشمیر) hay Ngày Kashmir, là một ngày lễ quốc gia ở Pakistan và cũng được những người theo chủ nghĩa dân tộc Kashmir tham gia, diễn ra vào ngày 5 tháng 2 hàng năm. Ngày này nhằm tạo sự ủng hộ và đoàn kết của Pakistan với người dân Kashmir do Ấn Độ quản lý, với những nỗ lực của những người theo chủ nghĩa dân tộc để tách khỏi Ấn Độ và bày tỏ lòng tôn kính đối với những người Kashmir đã chết trong cuộc xung đột. Các cuộc mít tinh đoàn kết được tổ chức tại Azad Kashmir, Pakistan và cộng đồng Mirpuri Kashmir ở Vương quốc Anh.
Ngày Kashmir lần đầu tiên được đề xuất bởi Qazi Hussain Ahmad của đảng Jamaat-e-Islami ở Pakistan năm 1990. Năm 1991, Thủ tướng Pakistan lúc đó là Nawaz Sharif đã kêu gọi "Cuộc biểu tình Ngày đoàn kết Kashmir". Sharif đã lên nắm quyền với sự giúp đỡ của Jamaat năm trước. Sự kiện năm 1991 cũng do Jamaat đứng ra tổ chức. Ngày đoàn kết Kashmir hiện tại do Bộ trưởng Bộ các vấn đề Kashmir và khu vực phía Bắc Pakistan khởi xướng năm 2004.